# ウィリアム・ボイド (作家)
ウィリアム・ボイド（William Boyd、CBE、1952年3月7日 - ）は、イギリスの小説家、脚本家。

## 経歴
1952年、ガーナの首都・アクラに生まれ、幼少期をガーナとナイジェリアで過ごす。スコットランドの名門寄宿学校・ゴードンストウンを経て、フランスのニース大学へ進学。更にグラスゴー大学、オックスフォード大学のジーザス・カレッジでも学んだ。1980年から1983年にセント・ヒルダズ・カレッジで英語の講師を務めながら、1981年に処女作『グッドマン・イン・アフリカ』（原題：A Good Man in Africa ）を上梓。
2005年、大英帝国勲章のコマンダーに叙された。2014年8月、スコットランド独立に反対する200人の著名人の署名が『ガーディアン』に寄せられ、ボイドもサインした1人である。

## 作品解説

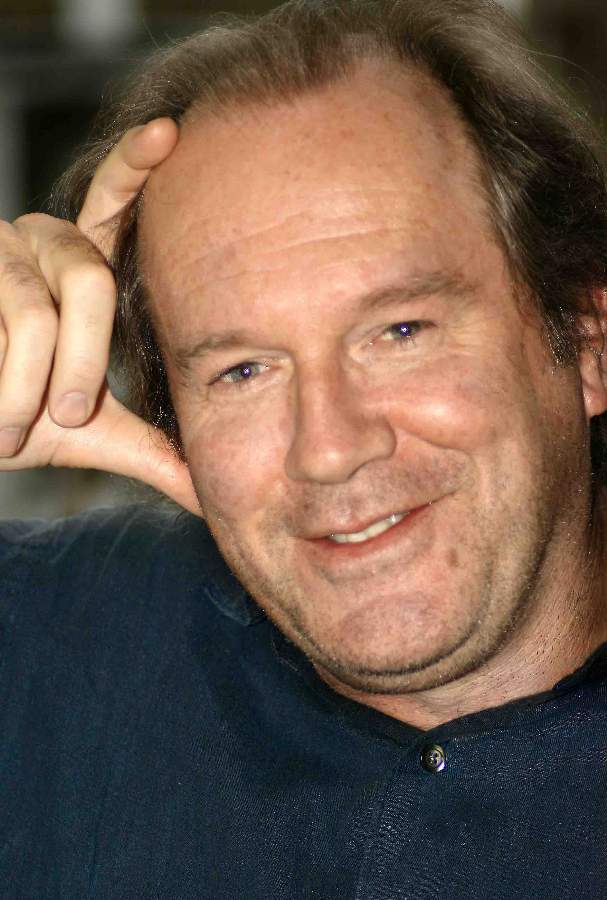
2009年のボイド

### 小説
メジャーな文学賞の最終候補に残ったり、受賞したこともあるが、知名度はそれほど高くない。1983年に文芸誌『グランタ』が行ったプロモーションで「20人の若手国内作家」の1人に選ばれた。
1981年に上梓した処女作『グッドマン・イン・アフリカ』は、西アフリカで活動するイギリス人外交官に降りかかる災難を描いた作品で、ウィットブレッド賞とサマセット・モーム賞を受賞した。翌1982年に発表した『アイスクリーム戦争』（原題：An Ice-Cream War ）は、第一次世界大戦下の東アフリカの植民地で起こった戦闘（アフリカ戦線）を描いており、ジョン・ルウェリン・リース記念賞を受賞したほか、ブッカー賞にノミネートされた。1991年に発表した"Brazzaville Beach" は、アフリカでチンパンジーの行動を研究する女性科学者の物語で、2002年の"Any Human Heart" は20世紀のイギリス人作家の架空の日記という体で執筆され、ブッカー賞の一次候補になった。2006年に発表した『震えるスパイ』（原題：Restless ）は、母が第二次大戦中にスパイにリクルートされ諜報活動に加わっていたことを知った若い女性の物語で、コスタ賞の最優秀小説部門を受賞した。2012年には"Waiting for Sunrise" を発表した。

#### ジェームズ・ボンド・シリーズの新作
2012年4月11日、ジェームズ・ボンド・シリーズの新作の執筆を任されることが発表された。タイトルは"Solo" 、1969年を舞台とした作品で、2013年9月にジョナサン・ケープ社から刊行された。
ボイドは2002年に発表した小説"Any Human Heart" の中で、第二次大戦中に主人公のローガン・モンスチュアートを海軍のスパイにリクルートする役どころで、ボンドの生みの親イアン・フレミングを登場させている。
また、ジェームズ・ボンドを演じた3人の俳優、ショーン・コネリー、ピアース・ブロスナン、ダニエル・クレイグと共演したことがある。

### 脚本
脚本家としても数多くの映画やテレビドラマに携わっている。1987年にイーヴリン・ウォーの『スクープ』を皮切りに、自著『スターズ・アンド・バーズ』（1988年）、『グッドマン・イン・アフリカ』（1994年）、『チャーリー』（1992年）などの脚本を執筆し、『ザ・トレンチ（塹壕）』（1999年）では監督も務めた。イングランドの私立学校の日常を描いた自身の短編"Good and Bad at Games" （1983年）や、『コリン・ファースのときめきアムステルダム』（Dutch Girls 、1985年）などテレビ映画も手掛けている。

## 悪ふざけ
1998年に発表した"Nat Tate: An American Artist 1928–1960" は、1950年代にニューヨークを拠点に活動した抽象表現主義の画家ナット・テイトの悲劇的な人生をつづった伝記であるが、この人物も絵画もボイドの創作によるものである。刊行当初はフィクションであることが伏せられていたため、完全に騙された読者もいた。デヴィッド・ボウイが（ジョークで）この本からの言葉を引用したり、著名な芸術家たちもナット・テイトという名を覚えておくべきだと叫んだため、事実が明かされると、ちょっとした騒動となった。なお、ナット・テイトという名前は、イギリスを代表する美術ギャラリー「ナショナル・ギャラリー (National Gallery) 」と「テート・ギャラリー (Tate Gallery) 」に由来する。また、"Any Human Heart" にもナット・テイトを登場させている。

## 演劇
2013年には、アントン・チェーホフの短編"A Visit to Friends" と"My Life" を演劇"Longing" 用の脚本も手掛けた。監督はニーナ・レイン、出演者はジョナサン・ベイリー、タムシン・グレイグ、ナターシャ・リトル、イヴ・ポンソンビー、ジョン・セッションズ、ケイトリン・スチュアートらである。 1970年代、グラスゴー大学で演劇の批評をしていたため、俳優業をしている友人が多くおり、演劇の脚本を書きたいというボイドの望みがようやくかなった。

## 作品リスト

### 小説
- グッドマン・イン・アフリカ A Good Man in Africa （ 1981年 ハミシュ・ハミルトン /  1994年12月 早川書房 菊地よしみ訳）
- アイスクリーム戦争 An Ice-Cream War （ 1982年 ハミシュ・ハミルトン /  1993年10月 早稲田出版 小野寺健訳）
- スターズ・アンド・バーズ Stars and Bars （ 1984年 ハミシュ・ハミルトン /  1993年11月 中央公論社 真野泰訳）
- The New Confessions （1987年 ハミシュ・ハミルトン）
- Brazzaville Beach （1990年 シンクレア・スティーヴンソン）
- The Blue Afternoon （1993年 シンクレア・スティーヴンソン）
- Armadillo （1998年 ハミシュ・ハミルトン）
- Nat Tate: An American Artist 1928-1960 （1998年 21パブリッシング）
- Any Human Heart （2002年 ハミシュ・ハミルトン）
- 震えるスパイ Restless （ 2006年 ブルームズベリー /  2008年8月 早川書房 菊地よしみ訳）
- Ordinary Thunderstorms （2009年 ブルームズベリー）
- Waiting for Sunrise （2012年 ブルームズベリー）
- Solo （2013年 ジョナサン・ケープ）
- Sweet Caress （2015年 ブルームズベリー）

### 短編集
- On the Yankee Station （1981年 ハミシュ・ハミルトン）
- School Ties （1985年 ハミシュ・ハミルトン）
- My Girl in Skin Tight Jeans （1991年）
- The Destiny of Nathalie 'X' （1995年 シンクレア・スティーヴンソン）
- Killing Lizards （1995年 ペンギン）
- Fascination （2004年 ハミシュ・ハミルトン）
- The Dream Lover （2008年 ブルームズベリー）

### ノンフィクション
- Protobiography （1998年 ブリッジウォーター）
- Bamboo （2005年 ハミシュ・ハミルトン）

### その他

#### 演劇
- Longing （2013年） - チェーホフの短編2作が原作

#### 脚本
- School Ties （1985年 ハミシュ・ハミルトン）

#### 未収録の短編
- The Dreams of Bethany Mellmoth （2007年 "Notes from the Underground" 収録）

#### 未刊
- Against the Day[11]
- Truelove at 29[12]

## 文学関連の受賞・候補歴
- 1981年：『グッドマン・イン・アフリカ』でウィットブレッド賞処女小説部門受賞
- 1982年：『アイスクリーム戦争』でジョン・ルウェリン・リース記念賞受賞
- 1982年：『グッドマン・イン・アフリカ』でサマセット・モーム賞受賞
- 1983年：文芸誌『グランタ』で「20人の若手国内作家」に選出
- 1990年："Brazzaville Beach" でジェイムズ・テイト・ブラック記念賞フィクション部門受賞
- 1991年："Brazzaville Beach" でマクヴィティ賞スコットランド人作家部門受賞
- 1993年："The Blue Afternoon" がサンデー・エクスプレス・ブック・オブ・ザ・イヤーに選出
- 1995年："The Blue Afternoon" でロサンゼルス・タイムズ・ブック・プライズ フィクション部門受賞
- 2004年："Any Human Heart" で国際IMPACダブリン文学賞候補
- 2006年：『震えるスパイ』でコスタ賞受賞
- 2007年：『震えるスパイ』がコラムニストのリチャード・マドリー&ジュディ・フィニガン夫妻によるブック・アワード候補

## 参考
- The Times Literary Supplement, "Edge of Armaggedon", August 2006,
- William Boyd, Penguin UK authors
- Stars and Bars, New York Times, 21 May 1983, "New Territory for Explorer in Fiction", Eleanor Blau
- The Guardian, 2 October 2004 "Brief Encounters" (William Boyd on the art of short story writing)
- The Telegraph, 17 October 2004 "Writers' Lives: William Boyd"
- The Observer, 3 October 2004, Fascination, "Too many tricks spoil the book"
- Prospect magazine, "A Short history of the short story"
- British Arts Council's emcompassculture
- The Observer, 3 September 2006, "My week: William Boyd"
- Toronto Globe and Mail, Ben King interview, Profile of William Boyd, 2002
- Financial Times, 14 February 2005, Arts & Style: "A soft spot for cinema"
- Guardian Unlimited, 12 September 1999, "Boyd's own story", The Trench
- Boyd, William (2008). The Dream Lover

## 外侮リンク
- 公式ウェブサイト
- William Boyd - British Council: Literature
- ウィリアム・ボイド - IMDb（英語）
- 図書館にあるウィリアム・ボイドに関係する蔵書一覧（英語） - WorldCatカタログ
- Interview with William Boyd | The White Review